# San Fernando (Montes)
Pour les articles homonymes, voir San Fernando.
San Fernando est l'une des six paroisses civiles de la municipalité de Montes dans l'État de Sucre au Venezuela. Sa capitale est Villarroel.